# Artemis Matthaiopoulos
Artemis Matthaiopoulos (griechisch Αρτέμης Ματθαιόπουλος) ist Mitglied der neonazistischen griechischen Partei Chrysi Avgi. Seit kurz nach der Parlamentswahl in Griechenland Juni 2012 ist er Abgeordneter des  griechischen Parlaments. 

## Politische Karriere
Am 23. Juli 2012 wurde Matthaiopoulos als Mitglied des Parlaments für die Stadt Serres gewählt und ersetzte den zurückgetretenen Nikitas Siois.

## Leben
Matthaiopoulos ist auch der Frontmann und Bassist der Nazipunk-Band Pogrom. Zu den Liedern der Band gehören Titel wie Sprecht griechisch oder sterbt, Auschwitz, welches antisemitische Inhalte enthält, oder Rock das Vaterland, das gegen Ausländer hetzt. In weiteren Texten singt er gegen Anne Frank, Simon Wiesenthal, den Judenstern „und den ganzen Stamm von Abraham“.